# Werbiąż Wyżny (gmina)
Werbiąż Wyżny (1941–44 Wierbiąż Wyżny) – dawna gmina wiejska w powiecie kołomyjskim województwa stanisławowskiego II Rzeczypospolitej. Siedzibą gminy był Werbiąż Wyżny.
Gminę utworzono 1 sierpnia 1934 r. w ramach reformy na podstawie ustawy scaleniowej z dotychczasowych gmin wiejskich: Ispas, Kluczów Wielki, Kujdańce, Myszyn, Sopów, Werbiąż Niżny i Werbiąż Wyżny.
Po II wojnie światowej obszar gminy znalazł się w ZSRR.